# (3897) Louhi
(3897) Louhi ist ein Asteroid des Hauptgürtels, der am 8. September 1942 von dem finnischen Astronomen Yrjö Väisälä in Turku entdeckt wurde.
Zur Namensherkunft: Louhi